# Omukama di Tooro
L'omukama è un titolo di sovrano del Regno di Toro in Uganda.

## Elenco
| Ritratto | Sovrano                                | Periodo                    |
| -------- | -------------------------------------- | -------------------------- |
|          | Kaboyo Olimi I                         | 1830 - 1861                |
|          | Kazaana Ruhaga I                       | 1861 - 1862                |
|          | Nyaika Kasunga Kyebambe I              | 1862 - 1874                |
|          | Kato Rukidi I                          | 1863 - 1864                |
|          | Mukabirere Olimi II                    | 1874 - 1876                |
|          | Mukarusa Kyebambe II                   | 1876 - 1877                |
|          | Isingoma Rukidi II                     | 1877                       |
|          | Rubuubi Kyebambe III                   | 1878 - 1879                |
|          | Kakende Nyamuyonjo                     | 1878 e 1881 - 1882         |
|          | Katera Rujwenge                        | 1878 – 1879                |
|          | Daudi Kasagama Kyebambe IV             | 1891 – 1928                |
|          | George David Kamurasi Rukidi III       | 1929 – 1965                |
|          | Patrick David Matthew Kaboyo Olimi III | 1966 – 1995                |
|          | Rukidi IV                              | 17 aprile 2010 - in carica |